# Митчелл, Зак
Закари Митчелл (англ. Zachery Mitchell) — канадский хоккеист, нападающий.

## Карьера
Начал карьеру в юниорских лигах Северной Америки. С 2014 до 2019 года играл за клуб НХЛ «Миннесота Уайлд». В 2019 году подписал контракт с «Нефтехимиком». Сезон 2020/2021 начал в рижском «Динамо», но в декабре 2020 латвийский клуб выставил Митчелла на драфт отказов, и игрока подписало «Динамо» Минск.
В июне 2022 подписал контракт с «Витязем», но уже через два месяца соглашение было расторгнуто.